# Перу

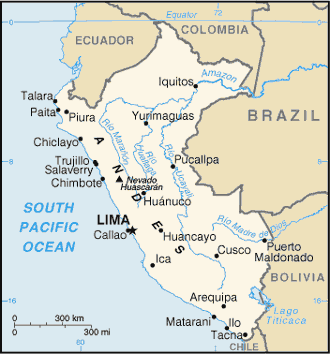
Мапа Перу

Перу́ (ісп. Perú, кеч. Piruw, айм. Piruw; офіційна назва — Респу́бліка Перу́, ісп. República del Perúⓘ, МФА: [reˈpuβlika del peˈɾu]) — країна в Південній Америці, на узбережжі Тихого океану. Межує на півночі з Еквадором і Колумбією, на сході — з Бразилією та Болівією, на півдні — з Чилі.
Площа — 1 285 200 км².
Рельєф — гори під назвою Анди, що простягнулися з північного заходу на південний схід, займають 27 % території країни, відокремлюючи джунглі басейну Амазонки на північному сході від прибережної рівнинної пустелі на заході.
Столиця — Ліма (включає також порт Кальяо).
Населення — 21,904 млн мешканців (1990) (індіанці, переважно кечуа й аймара — 46 %; нащадки змішаних шлюбів іспанців і індіанців — 43 %). 24,8 млн осіб (2001).
Офіційні мови: іспанська — 68 %, кечуа — 27 % (обидві державні), аймара — 3 %.
Експорт: кока, кава, вовна альпаки та лами; рибні продукти; свинець (найбільший виробник у Південній Америці), мідь, залізо, нафта.
Грошова одиниця — новий перуанський соль.
Перу — член Організації американських держав (ОАД; з 1948), Асоціації латиноамериканської інтеграції (ЛАІ; з 1981); Латиноамериканської економічної системи (ЛАЕС; з 1975), Андського співтовариства (з 1969) і Ради країн — експортерів міді (з 1975).

## Населення
У Перу проживає близько 31 млн людей.
Населення Перу — найбільш різнорідне за своїм складом на Американському континенті. Воно нараховує 1786 різних індіанських громад, об'єднаних у 13 мовних сімей, які переважно розсіяні по амазонській сельві. Такими є дані опублікованого в Лімі перепису населення.
49 % населення живе за межею бідності.
Рівень злочинності досить високий, особливо у великих містах (насамперед у столиці Лімі).
Середня тривалість життя — 71 рік.

### Етнічна приналежність
47 % населення Перу становлять індіанці, 32 % — метиси, 12 % — білі, з представників національних меншин — японці, мулати і китайці.
У дощових лісах східного Перу проживають близько ста індіанських племен. Ці племена, практично ізольовані від решти населення, розмовляють діалектами і здобувають харч мисливством, рибальством та землеробством.
Ще одна група корінного населення включає індіанців, що розмовляють мовами кечуа і аймара. Багато з них переселилися до столиці країни — Ліми чи інші міста на узбережжі, особливо після того, як у 1980 році в горах почалася партизанська війна, але більшість продовжує жити в Андах, займаючись землеробством та скотарством. У Перу протягом багатьох років тривають земельні конфлікти між індіанськими громадами, нафтовидобувними компаніями та урядом. Корінне населення у багатьох випадках бачить у появі іноземних компаній загрозу своєму звичному середовищу проживання, а держава потребує енергетичних ресурсів, якими багаті території, що належали індіанцям з «незапам'ятних» часів.
Інше населення становлять креоли — білі нащадки європейців, в основному іспанців, які до 1970-х років практично панували в країні; метиси — нащадки мішаних шлюбів європейців і індіанців, що становлять основну частину середнього класу, а також деяка кількість негрів та вихідців із Азії.

### Релігія
89 % населення — католики, 3 % — протестанти, є також прихильники природних культів. Римський католицизм — офіційна релігія в країні.

### Мова
Державні мови — іспанська, кечуа й аймара.
Неписьменні — 11 % населення.

## Історія
Недавня історія. Незалежність від Іспанії здобуто 1821 року.
Прикордонні суперечки:
- з Болівією — 1902
- з Колумбією — 1927
- з Еквадором — 1942, 1981

При владі в Перу були військові та цивільні уряди поперемінно з 1948 р. Цивільний уряд відновлений 1980 року.
З 1990 р. — президент Альберто Фухіморі. 1992 року він при підтримці армії розпустив половину головних судів і призупинив дію уряду (зрікся влади 2000 року).
Першими жителями Перу були кочові мисливці-збирачі, що мешкали в печерах прибережних районів. Найдревніше місце — печера Пікімачай, яка датується 12000 рр. до н.д. Бавовну, квасолю, гарбуз, пекучий перець саджали вже в 4000 рр. до н.д. Пізніші культури, наприклад, Чавін, винайшли плетіння, розвинули сільське господарство, створили релігію. Близько 300 р. до н.д. чавіни несподівано зникли, але протягом подальших тисячоліть розвивалися інші культури, включаючи Салінар, Наска, Паракас і Уарі. До 15 століття н.д. в усьому районі панувала Інкська Імперія, розповсюджуючи свій вплив на Колумбію та Чилі.
Між 1526 і 1528 роками іспанський конкістадор Франсиско Пісарро досліджував узбережжя Перу. Його приваблювало багатство Інкської Імперії, він повернувся до Іспанії, щоб отримати економічну підтримку та людей для подальшого вивчення країни. Він повернувся в Кахамарку на півночі Перу, де взяв у полон і стратив інкського імператора Атауальпу в 1533 році. Пісарро заснував місто Ліму в 1535 році, а через 6 років був убитий. Повстання останнього інкського імператора Манко Інки завершилося його стратою в 1572.
Подальші 200 років були мирними. Ліма стала важливим політичним, соціальним, комерційним центром для андійських народів. Але експлуатація індіанців колоніальними господарями призвела до повстання в 1780, яке очолив інка Тупак Амару II. Заколот був коротким і закінчився тим, що всіх учасників було схоплено і страчено. Перу продовжувало бути лояльним до Іспанії до 1824 року, допоки в країну не прийшли два визволителі: венесуелець Сімон Болівар і аргентинець Хосе де Сан-Мартін. У 1866 році Перу перемогло в короткій війні з Іспанією, але програло битву з Чилі в Тихоокеанській війні (1879—1883 р.), що завершилася втратою багатих соляних копалень у північній пустелі Атакама. Перу також воювало з Еквадором у 1941 році через спірні кордони. За «Угодою Ріо-де-Жанейро 1942 року» Перу отримало район північніше від річки Мараньйон, але це не сподобалося Еквадору.
Повстання бандитів у 1965 році завершилося крахом, але ряд страйків разом з нападами маоїстського угрупування «Сандеро Луміносо» призвели до політичної нестійкості в 1980-х роках. В цей же час стало відомим ще одне угрупування — «Революційний рух імені Тупака Амару» (РРТА). З 1990 року, після перемоги на президентських виборах Альберто Фухіморі над перуанським письменником Маріо Варгасом Льосою, а також після арешту натхненників РРТА і лідерів «Сандеро Луміносо» в 1992 році, перуанці сподіваються на довгий період миру.
Найбільша загроза стабільності в країні, попри економіку, що швидко розвивається, — безробіття та зубожіння населення. Фухіморі залишився на другий термін у квітні 1995 року, перемігши колишнього Генерального секретаря ООН Хав'єра Переса де Куєльяра. У 1998 році підписано угоду з Еквадором, що мирно розв'язала 57-річну проблему кордону та створила підставу для збільшення іноземного фінансування в обох країнах. У листопаді 1999 року Перу і Чилі домовилися про свій кордон, а саме про важливий торговельний район Аріку.
На виборах в квітні 2000 року Алехандро Толедо, андійський індіанець з бідної сім'ї, а згодом економіст Світового Банку, бився з двічі обраним Президентом Альберто Фухіморі. Всього за один тиждень до виборів Толедо подав офіційного листа до Національного виборчого комітету про те, що вибори корумповані, привертаючи увагу Організації американських держав до процесу. Вона оголосила, що Національному виборчому комітету потрібно більше часу, щоб розібратися в «недоліках» виборчого процесу. Толедо попросив своїх прихильників написати «Ні Обману» на бюлетенях, а сам зняв свою кандидатуру. Фухіморі став переможцем у цих скандальних виборах. Але пішов у відставку під час свого третього терміну в листопаді і втік до Японії після того, як був звинувачений главою Комітету національної безпеки Владіміро Монтесіносом у порушеннях прав людини та корупції.

## Географія
На території Перу виділяються гірський пояс Анд, так звана Сьєрра (Західна, Центральна і Східна Кордильєра) висотою до 4000—6000 м (г. Уаскаран, 6768 м), Амазонська низовина, так звана сельва (на сході), яка переходить на півдні в передгірську рівнину Монтанья. На півдні знаходиться велике плоскогір'я Пуна. Уздовж Тихого океану тягнеться вузька смуга пустельних берегових рівнин Коста.
Клімат в районі Кости і західних схилів Анд тропічний пустельний. У Сьєррі клімат високогірний субекваторіальний на півночі і тропічний на півдні. Клімат східних схилів Анд і Сельви екваторіальний. Велика частина річок належить басейну річки Амазонка, в Пуні — басейн стоку озера Тітікака. Найбільше озеро країни — Хунін.

### Клімат
Складний рельєф поверхні зумовлює розмаїття кліматичних умов на території Перу. У прибережній смузі температура цілий рік тримається в межах +16…+25 °C за дуже низької вологості — опадів випадає не більше 200 мм на рік на півночі і близько 100 мм — на півдні, часто у вигляді найдрібнішої мороси («гаруа»). У гірських районах, на висотах до 3500 м, клімат помірний, температура взимку (з червня по жовтень) становить у середньому +4…+6 °C, влітку до +16…+17 °C, в долинах до +24 °C. Вище починається зона «пуни» («холодне місце») з яскраво вираженим гірським кліматом — температура взимку від 0 до −7 °C, влітку +3…+7 °C при сильній розрідженості повітря і різких добових коливаннях температури (вдень може дійти до +22…+28 °C, вночі — до −12 °C). Вершини гір цілий рік вкриті снігом і льодовиками. Опадів — не більше за 700 мм на рік.
Східна і північно-східна частини країни різко відрізняються за погодними умовами від центру і заходу — на рівнинах Сельви середньомісячна температура влітку коливається від +18 до +27 °C, взимку — від +16 до +26 °C. При цьому опадів випадає від 700 до 3000 мм на рік з піком у період з листопада по березень.

### Природа і рельєф Перу
Перу, на перший погляд, є типовою андійською країною, де високі засніжені піки й голі скелі древніх вулканів межують із зеленими областями Сельви. Однак при всій своїй схожості з іншими державами регіону, це одна з найрізноманітніших у природному плані країн континенту. Природа цієї землі досить контрастна — тут можна знайти і мляві ділянки безводної пустелі, і «зелене покривало» вічнозелених лісів, і прозорі гірські озера, і величний вулканічний ландшафт. У зв'язку з такою різноманітністю територію країни розділено на три яскраво виражених природно-кліматичних зони.
Всю центральну частину Перу (близько третини території) займає складна система гірської країни, яку перуанці називають Сьєрра («гори»). Ціла мережа хребтів Перуанських Анд і Кордильєр (Західна, Центральна, Східна, Біла, Уайуш та інш.) простяглася тут з півночі на південь через всю країну, утворюючи безліч паралельних гірських ланцюгів і глибоких рівнин між ними. Вищою точкою Перу є сплячий вулкан Уаськаран (6768 м) у системі Кордильєра-Бланка (Біла Кордильєра). Мережа хребтів зрідка розривається локальним плато і плоскогір'ями, а також численними тектонічними котловинами, в одній з яких лежить найбільше високогірне судноплавне водоймище планети — озеро Тітікака (площа 8287 км², висота водного дзеркала — 3810 метрів над рівнем моря). Також тут налічується близько сотні відносно невеликих гірських озер тектонічного і льодовикового походження.
У південній частині гірської країни підноситься півтора десятка сплячих і діючих вулканів, найвищим з яких є Місті (5822 м). Гірські схили вище від 3500 м покриті сухим високогірним степом, а нижче починається смуга вічнозелених (здебільшого хвойних) чагарників і дерев, що створюють на західних схилах сухі гірські ліси, а на східних вологу тропічну рослинність Сельви.
Вздовж західного узбережжя тягнеться вузька (завширшки від 80 до 150 км) смуга берегової пустелі — Коста, що омивається водами Тихого океану. Сухий і спекотний клімат Кости та її сильно порізана древніми ярами поверхня сприяють формуванню тут типово пустельного ландшафту зі скудною рослинністю і майже повною відсутністю людських поселень (проте саме тут знаходився центр формування численних доколумбових культур Америки).
Рівнинну східну частину країни, яка хвилями збігає від підніжжя Анд до долини річки Амазонка, займає зона вологих тропічних лісів Сельви, що переходить на півдні в обширну передгірну рівнину Монтанья. Західна частина цього регіону, розташована в передгір'ях Анд, покрита густими вічнозеленими лісами і різнотрав'ям, у той час як при русі на схід ліси стають все густішими, а на самій Амазонській низовині їхня густина і видова різноманітність досягають фантастичних значень. Весь цей регіон пронизаний густою мережею річок, що беруть свій початок на льодовиках і засніжених Андах.

## Економіка

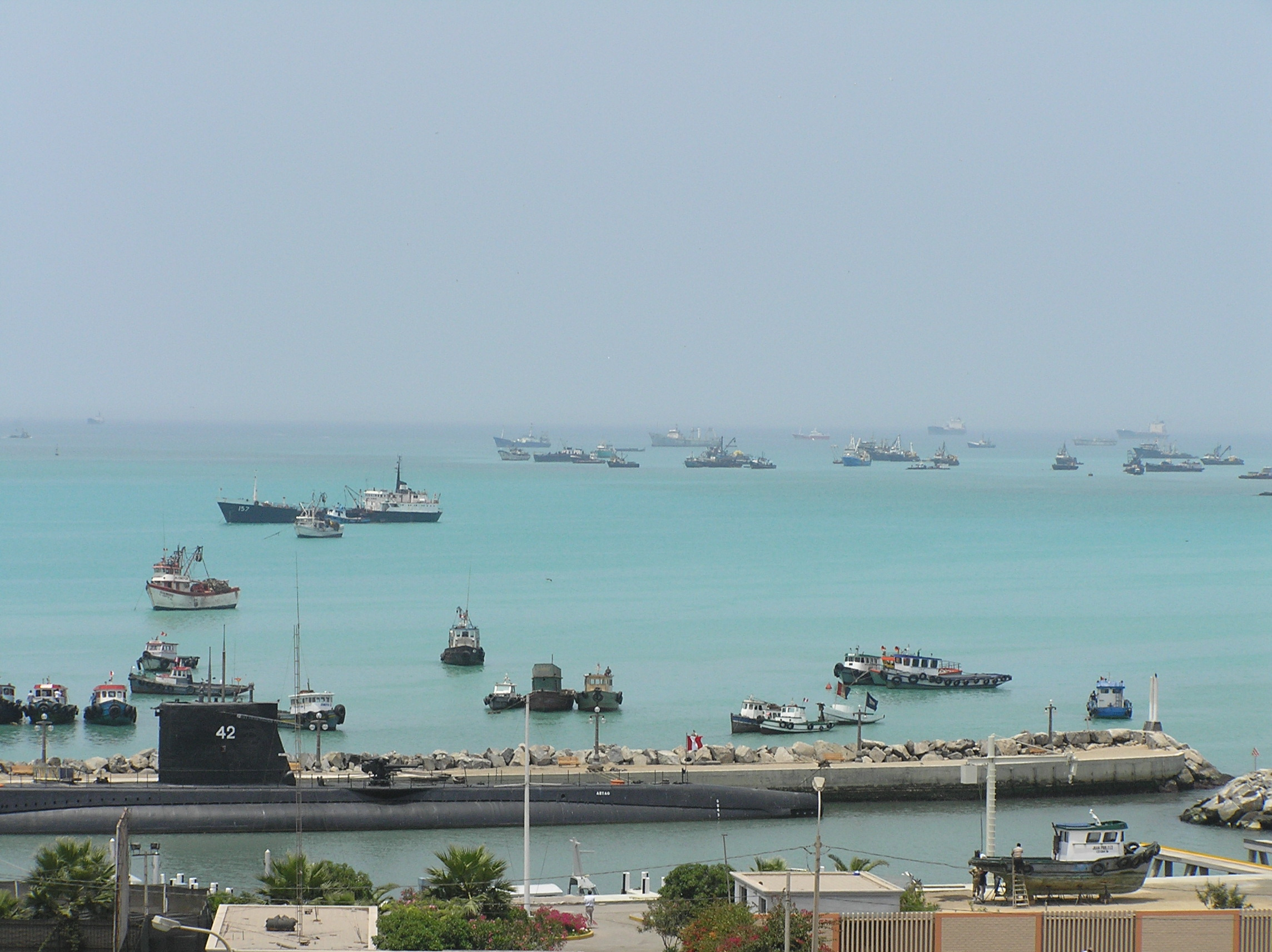
Порт Кальяо

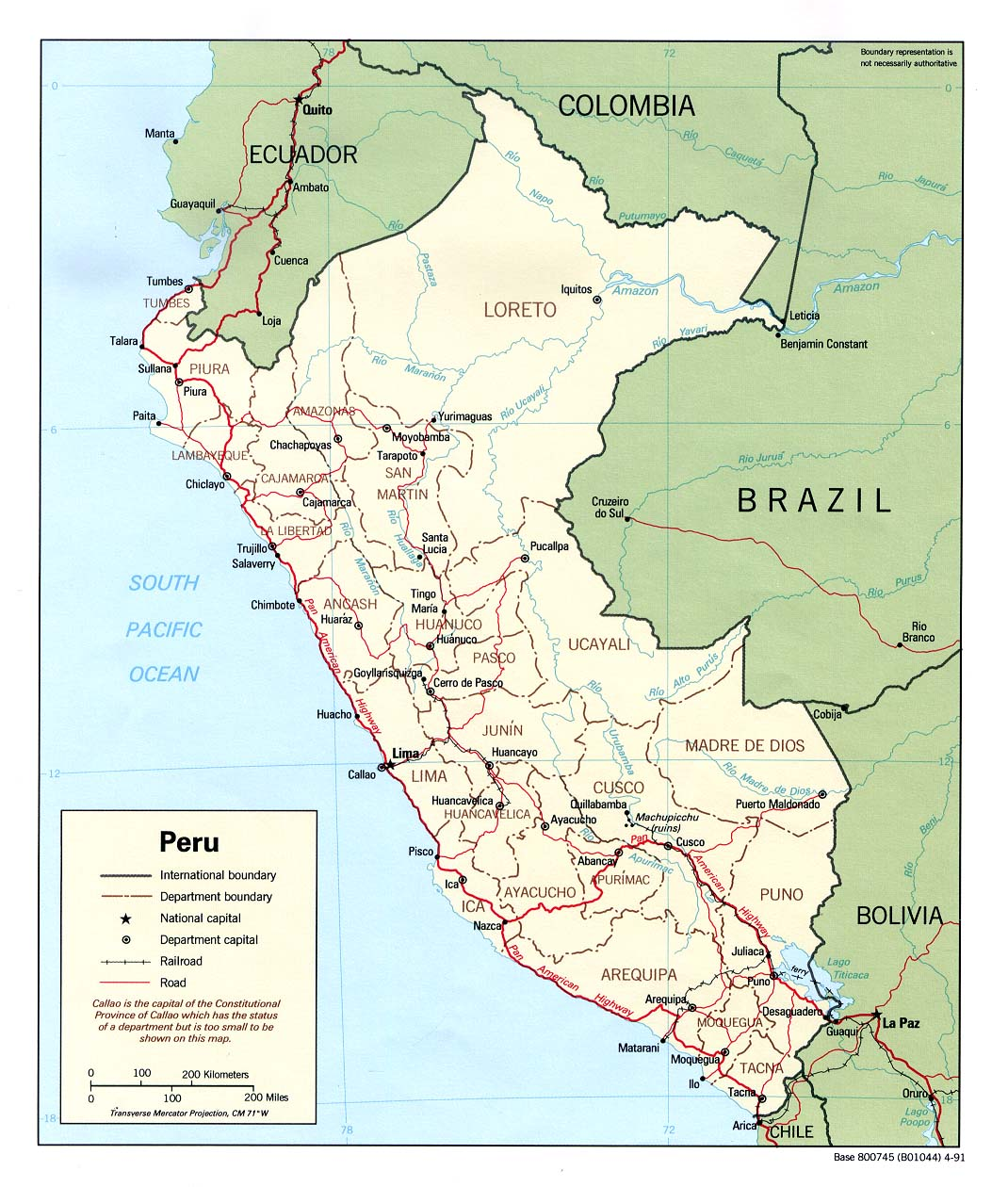
Політична карта Перу

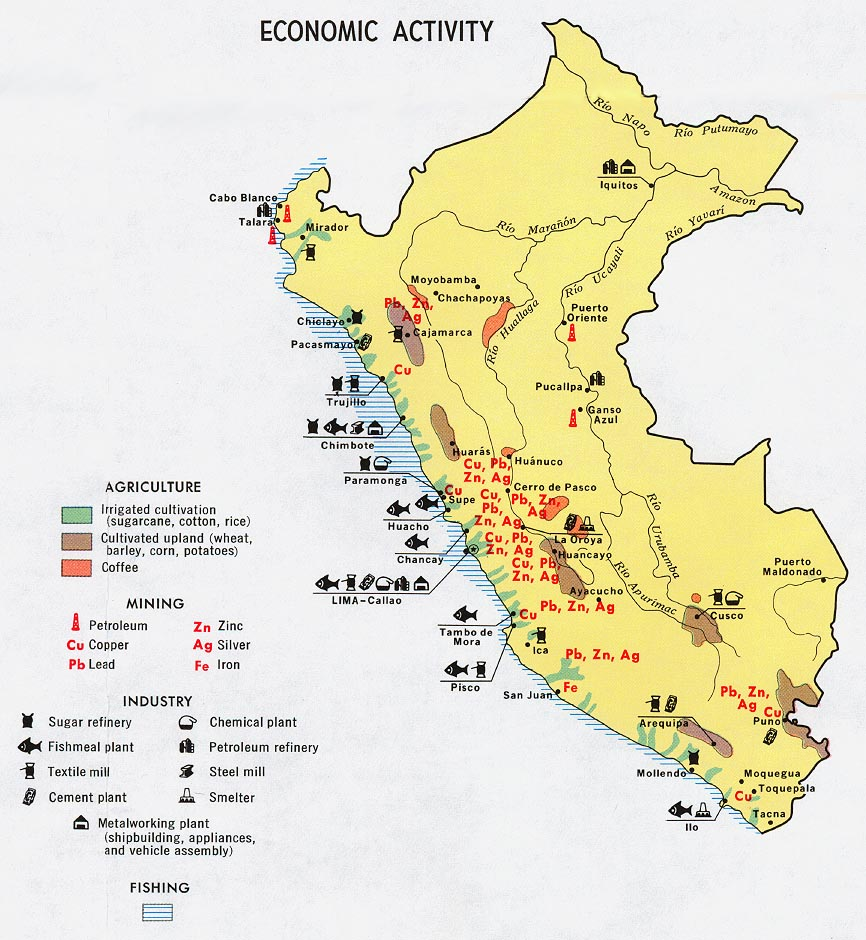
Економічна активність Перу

Перу — аграрно-промислова країна. Основні галузі промисловості: гірничорудна, нафтова, рибна, текстильна та легка промисловість, харчова, цементна, металургійна, кораблебудування. Транспорт — автомобільний, залізничний, морський, трубопровідний. Загальна протяжність магістральних нафтопроводів бл. 900 км. Найбільші морські порти — Сан-Ніколас, Кальяо, Талара, Чимботе, Салаверрі, Піско. Внутрішні і міжнародні авіалінії обслуговують всі області республіки і забезпечують зв'язок з іншими латиноамериканськими країнами і з Сполученими Штатами Америки. У Перу функціонують три міжнародних аеропорти.
За даними [Index of Economic Freedom, The Heritage Foundation, U.S.A. 2001]:
- ВВП — 64,7 млрд $.
- Темп зростання ВВП — 0,3 %.
- ВВП на душу населення — 2611 $.
- Прямі закордонні інвестиції — 1,5 млрд $.
- Імпорт (харчові продукти, передусім пшениця і рис, промислове обладнання, хімікати і автомобілі) — 10,8 млрд $ (г. ч. США — 26,0 %; Чилі — 4,5 %; Бразилія — 3,4 %).
- Експорт (нафта, мідь, цинк, рибне борошно, золото, свинець, кава і срібло; мінеральна сировина становить 52 % експорту) — 8,6 млрд $ (г. ч. США — 32,0 %; Китай та Німеччина — по 4,0 %; Японія — 3,8 %).

Див. також: Корисні копалини Перу, Історія освоєння мінеральних ресурсів Перу, Гірнича промисловість Перу.

## Політика
Перу — президентська республіка. Діє Конституція Республіки Перу від 29 грудня 1993 року.
Голова держави — президент, який обирається прямим і таємним голосуванням терміном на 5 років. Президент не може бути переобраний на другий термін підряд. Одночасно з президентом обираються перший и другий віцепрезиденти. Якщо ні один із кандидатів в президенти не зможе набрати 50 відсотків голосів виборців + один голос, то проводиться другий тур голосування. Якщо президент і обидва віцепрезиденти йдуть у відставку, то тимчасовим президентом стає голова Національного конгресу. Президент Республіки Перу у 2018—2020 роках — Мартін Віскарра.
Законодавча влада здійснюється однопалатним парламентом — Національним конгресом (120 чоловік), які обираються за системою пропорціонального представництва терміном на 5 років. Голова конгресу — Лус Сальгадо.
Виконавча влада здійснюється президентом і Радою Міністрів. Президент призначає голову Ради Міністрів і за його рекомендацією міністрів кабінету. Голова Ради міністрів — Сальвадор дель Солар.

## Адміністративний поділ
| Регіон         | Центр             | площа (км²) | Населення | Густота́ (км²) |
| -------------- | ----------------- | ----------- | --------- | ------------- |
| Амазонас       | Чачапояс          | 39.249,13   | 389.700   | 9,9           |
| Анкаш          | Уарас             | 35.914,41   | 1.039.415 | 28,9          |
| Апурімак       | Абанкай           | 20.895,79   | 418.882   | 20,0          |
| Арекіпа        | Арекіпа           | 63.345,39   | 1.140.810 | 18,0          |
| Аякучо         | Аякучо            | 43.814,80   | 619.338   | 14,1          |
| Кахамарка      | Кахамарка         | 33.317,54   | 1.359.023 | 40,8          |
| Каяо           | Каяо              | 146,98      | 810.568   | 5.514,8       |
| Куско          | Куско             | 71.986,50   | 1.171.503 | 16,3          |
| Уанкавеліка    | Уанкавеліка       | 22.131,47   | 447.054   | 20,2          |
| Уануко         | Уануко            | 36.848,85   | 730.871   | 19,8          |
| Іка            | Іка               | 21.327,83   | 665.592   | 31,2          |
| Хунін          | Уанкайо           | 37.666,99   | 1.091.619 | 29,0          |
| Ла-Лібертад    | Трухільйо         | 25.499,90   | 1.539.774 | 60,4          |
| Ламбаєке       | Чиклайо           | 14.231,30   | 1.091.535 | 76,7          |
| Ліма           | Уачо              | 2.664,67    | 8.264.853 | 3123          |
| Лорето         | Ікітос            | 368.851,95  | 884.144   | 2,4           |
| Мадре-де-Дьйос | Пуерто-Мальдонадо | 85.300,54   | 92.024    | 1,1           |
| Мокеґуа        | Мокеґуа           | 15.733,97   | 159.306   | 10,1          |
| Паско          | Серро-де-Паско    | 25.319,59   | 266.764   | 10,5          |
| П'юра          | П'юра             | 35.892,49   | 1.630.772 | 45,4          |
| Пуно           | Пуно              | 66.997,12   | 1.245.508 | 18,6          |
| Сан-Мартін     | Мойобамба         | 51.253,31   | 669.973   | 13,1          |
| Такна          | Такна             | 16.075,89   | 274.496   | 17,1          |
| Тумбес         | Тумбес            | 4.045,86    | 191.713   | 47,4          |
| Укаялі         | Пукальпа          | 101.830,64  | 402.445   | 4,0           |

## Міжнародні відносини
Перу та Україна встановили дипломатичні відносини 7 травня 1992 р.

## Культура

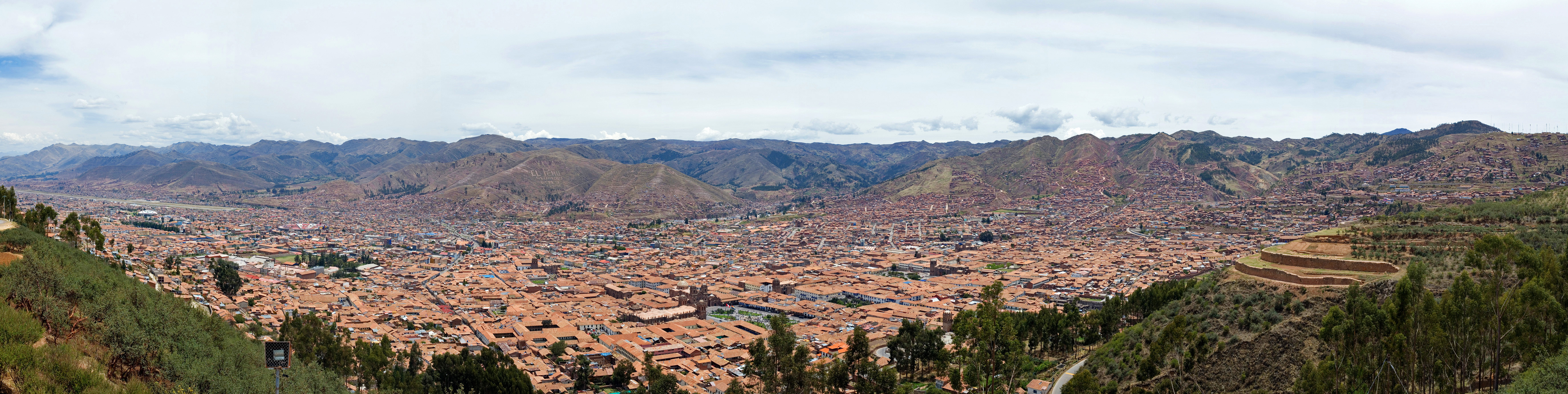
Панорама Куско.
15.01.2008

### Кінематограф
Режисери: Енріке Каррерас, Джастін Колома, Клаудія Льйоса (кінофільм «Молоко скорботи», 2009), Франциско Хосе Ломбарді, Луїс Льйоса, Катерін Піротта, Армандо Роблес Гобой